# Storstaden lockar (1936)
Storstaden lockar (originaltitel: Small Town Girl) är en amerikansk romantisk komedi från 1936 med Janet Gaynor och Robert Taylor i huvudrollerna. I en liten biroll ser vi en ung James Stewart. Filmen regisserades av William A. Wellman.

## Handling
Kay (Janet Gaynor) bor i en tråkig liten småstad på landet, men en dag möter hon den snygge och rika Bob Dakin (Robert Taylor). Efter en natt på stan ber, den då fulla, Bob Kay att gifta sig med honom. På morgonen när han vaknar upp ångrar Bob misstaget, men hans strikta föräldrar tvingar de att vara ihop 6 månader innan de får skilja sig, allt för att hålla upp deras anseende. Men kanske finns det ändå hopp för Kay och hennes äktenskap med Bob?

## Rollista (i urval)
- Janet Gaynor - Katherine "Kay" Brannan
- Robert Taylor - Robert "Bob" Dakin
- Binnie Barnes - Priscilla
- Andy Devine - George Brannan
- Lewis Stone - Dr. Dakin
- Elizabeth Patterson - Ma' Brannan
- Frank Craven - Pa' Brannan
- James Stewart - Elmer Clampett
- Isabel Jewell - Emily Brannan
- Charley Grapewin - Dr. Ned Fabre
- Robert Greig - Childers, butler
- Edgar Kennedy - kapten Mack